# Adriana Chechik
Adriana Chechik (Downingtown, Pensilvania; 4 de noviembre de 1991) es una actriz pornográfica, modelo erótica y streamer estadounidense.

## Biografía
Adriana Chechik, nombre artístico de Dezarae Kristina Charles, nació en la localidad de Downingtown, en el estado de Pensilvania, en noviembre de 1991 en una familia de ascendencia inglesa, rusa y serbia.
Después de realizar el GED, entró en la Universidad Drexel de Filadelfia, donde estudió bioquímica.
Chechik debutó en la industria pornográfica en 2013, a los 22 años. Su apellido artístico lo escogió en honor del director de cine de terror David Chechik. Antes de debutar en el porno, trabajó como estríper en un cabaré de Hallandale Beach (Florida). Poco después de su debut, Chechik firmó un contrato con Erotique Entertainment.
Como actriz, ha trabajado para estudios de la industria como Evil Angel, Girlfriends Films, Hustler, Tushy, Vixen, Blacked, Hard X, Girlsway, New Sensations, 21Sextury, 3rd Degree, Penthouse, Naughty America, Jules Jordan Video o Brazzers, entre otros.
Chechik grabó su primer gangbang, así como su primer doble anal en noviembre de 2013, en la película This Is My First... A Gangbang Movie. Un año más tarde grabaría su primer triple anal en Gangbang Me. En septiembre del año 2014, apareció en la columna "Sexy/Skanky" de la revista Cosmopolitan.
Alguno de sus trabajos destacados son Adriana Chechik Is Evil, Anal Beauty 6, Bush 6, Dirty Talking Angels, Evil Creampies, Evil Squirters, Girl Squirt, Incestuous, Pretty Dirty 6, Riders,
Squirt For Me 4 o TS Factor 10.
En 2021, en entrevista para The Plug Podcast, la actriz detalló que por el intenso movimiento al realizar sexo oral ha sufrido lesiones en el cuello, comparables con las que sufren los luchadores. Narró también que luego de las largas horas de rodaje debe darse un baño en hielo, como lo hacen los jugadores de rugby, para que su cuerpo logre recuperarse.
En octubre de 2022 anunció que iba a ser intervenida tras romperse la espalda, para lo cual debían ponerle una varilla de cerca de un metro de soporte. "Cuando llueve, llueve a cántaros y definitivamente estoy sintiendo la lluvia en este momento", comentó en su perfil de Twitter.
Ha trabajado en más de 1300 películas.

## Streaming y lesión en TwitchCon
Para 2022, Chechik se había retirado mayormente del porno a favor de la transmisión en vivo de sesiones de videojuegos en Twitch. En agosto de 2022, Twitch se disculpó con Chechik por una prohibición inicialmente impuesta en su contra poco antes de un evento de Fortnite debido a su carrera anterior y explicó más adelante que fue debido a que ella cambió a un atuendo más revelador durante una sesión de transmisión.
Chechik asistió a TwitchCon 2022; durante el evento el 10 de octubre, participó en una exposición interactiva organizada por Lenovo Legion e Intel que involucraba a los asistentes duelando en una arena y aterrizando en una fosa de cubos de espuma. Sin embargo, la arena no estaba adecuadamente acolchada, lo que causó que la gente aterrizara sobre el concreto y resultara en diversas lesiones. Chechik informó que se había fracturado la espalda después de aterrizar y tuvo que someterse a una cirugía para fijar la fractura con un implante de varilla. Los observadores señalaron que Twitch permaneció en silencio públicamente sobre el tema, sin reconocer la lesión de Chechik, y la actriz publicó en sus redes sociales que Twitch no le había dicho nada en privado sobre el incidente. El incidente también llamó la atención en Internet, incluyendo comentarios negativos dirigidos a Chechik, lo que provocó respuestas que afirmaban que su carrera en la industria pornográfica no debería utilizarse para justificar el falta de respeto en el informe de su lesión. Un tuit de la organización de noticias de esports Dexerto que se burlaba de la lesión basándose en la historia de Chechik fue retractado rápidamente tras el rechazo.
Chechik realizó su primera transmisión en Twitch después del accidente el 7 de noviembre, discutiendo su condición y las perspectivas de recuperación.

## Premios y nominaciones
| Año  | Ceremonia             | Resultado | Premio                                                       | Trabajo                                                          |
| ---- | --------------------- | --------- | ------------------------------------------------------------ | ---------------------------------------------------------------- |
| 2013 | Sex Awards            | Nominada  | Hottest New Girl                                             | —                                                                |
| 2014 | Premios AVN           | Nominada  | Mejor escena de sexo chico/chica                             | The Innocence of Youth 5                                         |
| 2014 | The Fannys            | Nominada  | New Starlet of the Year                                      | —                                                                |
| 2014 | TLA Raw Awards        | Nominada  | Best Female Newcomer                                         | —                                                                |
| 2014 | Premios XBIZ          | Nominada  | Mejor actriz revelación                                      | —                                                                |
| 2014 | Premios XBIZ          | Nominada  | Mejor escena de sexo en película parodia                     | Grease XXX: A Parody                                             |
| 2014 | Premios XRCO          | Nominada  | Cream Dream of the Year                                      | —                                                                |
| 2015 | Premios AVN           | Ganadora  | Mejor escena de sexo anal                                    | Internal Damnation 8                                             |
| 2015 | Premios AVN           | Nominada  | Mejor escena de sexo lésbico                                 | Mother Daughter Thing                                            |
| 2015 | Premios AVN           | Nominada  | Mejor escena de sexo en grupo                                | This Is My First... A Gang Bang Movie                            |
| 2015 | Premios AVN           | Nominada  | Mejor actuación solo / tease                                 | I Love Big Toys 39                                               |
| 2015 | Premios AVN           | Nominada  | Mejor escena de trío M-H-M                                   | Allie                                                            |
| 2015 | Premios AVN           | Nominada  | Artista femenina del año                                     | —                                                                |
| 2015 | Premios AVN           | Ganadora  | Mejor escena escandalosa de sexo                             | Gangbang Me                                                      |
| 2015 | Premios AVN           | Nominada  | Premio fan: Artista femenina del año                         | —                                                                |
| 2015 | Nightmoves            | Ganadora  | Mejor cuerpo                                                 | —                                                                |
| 2015 | Nightmoves Fan Awards | Nominada  | Mejor cuerpo                                                 | —                                                                |
| 2015 | Premios XBIZ          | Nominada  | Artista femenina del año                                     | —                                                                |
| 2015 | Premios XBIZ          | Nominada  | Mejor escena de sexo en película lésbica                     | Paint                                                            |
| 2015 | Premios XBIZ          | Ganadora  | Mejor escena de sexo en película gonzo                       | Gangbang Me                                                      |
| 2015 | Premios XRCO          | Nominada  | Artista femenina del año                                     | —                                                                |
| 2015 | Premios XRCO          | Ganadora  | Orgasmic Analist of the Year                                 | —                                                                |
| 2015 | Premios XRCO          | Ganadora  | Superslut of the Year                                        | —                                                                |
| 2016 | Premios AVN           | Nominada  | Artista femenina del año                                     | —                                                                |
| 2016 | Premios AVN           | Nominada  | Mejor actriz                                                 | Turning: A Lesbian Horror Story                                  |
| 2016 | Premios AVN           | Nominada  | Mejor escena de sexo lésbico en grupo                        | Turning: A Lesbian Horror Story                                  |
| 2016 | Premios AVN           | Nominada  | Mejor escena de sexo anal                                    | Brunettes Go Black                                               |
| 2016 | Premios AVN           | Nominada  | Mejor escena de sexo en grupo                                | Adriana's a Slut                                                 |
| 2016 | Premios AVN           | Nominada  | Mejor escena de sexo en grupo                                | Mick Blue is One Lucky Bastard                                   |
| 2016 | Premios AVN           | Nominada  | Mejor escena de sexo en grupo                                | Orgy Masters 7                                                   |
| 2016 | Premios AVN           | Nominada  | Mejor escena de sexo oral                                    | Adriana Chechick & Karmen Karma's Through The Jeans BJ           |
| 2016 | Premios AVN           | Nominada  | Mejor escena de trío M-H-M                                   | Adriana's a Slut                                                 |
| 2016 | Premios AVN           | Ganadora  | Mejor escena de sexo transexual                              | TS Playground 21                                                 |
| 2016 | Premios AVN           | Nominada  | Premio fan: Artista femenina del año                         | —                                                                |
| 2016 | Premios AVN           | Nominada  | Premio fan: Estrella mediática                               | —                                                                |
| 2016 | Premios XBIZ          | Nominada  | Artista femenina del año                                     | —                                                                |
| 2016 | Premios XBIZ          | Nominada  | Mejor actriz en película lésbica                             | Turning: A Lesbian Horror Story                                  |
| 2016 | Premios XBIZ          | Nominada  | Mejor escena de sexo en película lésbica                     | Karma's A Bitch                                                  |
| 2016 | Premios XBIZ          | Nominada  | Mejor escena de sexo en película lésbica                     | Buttslammers                                                     |
| 2016 | Premios XBIZ          | Nominada  | Mejor escena de sexo en película de todo sexo                | Adriana's a Slut                                                 |
| 2016 | Premios XRCO          | Ganadora  | Artista femenina del año                                     | —                                                                |
| 2016 | Premios XRCO          | Nominada  | Orgasmic Analist of the Year                                 | —                                                                |
| 2016 | Premios XRCO          | Nominada  | Orgasmic Oralist of the Year                                 | —                                                                |
| 2016 | Premios XRCO          | Ganadora  | Superslut of the Year                                        | —                                                                |
| 2017 | Premios AVN           | Ganadora  | Artista femenina del año                                     | —                                                                |
| 2017 | Premios AVN           | Nominada  | Mejor actriz de reparto                                      | Color Blind                                                      |
| 2017 | Premios AVN           | Nominada  | Mejor escena de sexo anal                                    | Gape Tryouts                                                     |
| 2017 | Premios AVN           | Nominada  | Mejor escena de doble penetración                            | Adriana Chechik: The Ultimate Slut                               |
| 2017 | Premios AVN           | Nominada  | Mejor escena de sexo en grupo                                | Adriana Chechik: The Ultimate Slut                               |
| 2017 | Premios AVN           | Ganadora  | Mejor escena de sexo oral                                    | Adriana Chechik: The Ultimate Slut                               |
| 2017 | Premios AVN           | Nominada  | Mejor escena de trío M-H-M                                   | Latina Squirt Goddess                                            |
| 2017 | Premios AVN           | Ganadora  | Mejor escena escandalosa de sexo                             | Holly Hendrix's Anal Experience                                  |
| 2017 | Premios XBIZ          | Nominada  | Artista femenina del año                                     | —                                                                |
| 2017 | Premios XBIZ          | Nominada  | Mejor actriz de reparto                                      | Color Blind                                                      |
| 2017 | Premios XRCO          | Nominada  | Artista femenina del año                                     | —                                                                |
| 2017 | Premios XRCO          | Nominada  | Orgasmic Analist of the Year                                 | —                                                                |
| 2017 | Premios XRCO          | Nominada  | Orgasmic Oralist of the Year                                 | —                                                                |
| 2018 | Premios AVN           | Nominada  | Artista femenina del año                                     | —                                                                |
| 2018 | Premios AVN           | Nominada  | Mejor escena de sexo lésbico en grupo                        | Performers of the Year 2017                                      |
| 2018 | Premios AVN           | Nominada  | Mejor escena de sexo anal                                    | Adriana Chechik Is The Extreme Anal Queen                        |
| 2018 | Premios AVN           | Nominada  | Mejor escena de doble penetración                            | Cuckold Sessions: Adriana Chechik                                |
| 2018 | Premios AVN           | Nominada  | Mejor escena de sexo en grupo                                | Adriana Chechik Is the Squirt Queen                              |
| 2018 | Premios AVN           | Ganadora  | Mejor escena de sexo en realidad virtual                     | Zombie Slayers                                                   |
| 2018 | Premios AVN           | Ganadora  | Mejor escena de sexo transexual                              | Adriana Chechik Is the Squirt Queen                              |
| 2018 | Premios AVN           | Nominada  | Mejor escena escandalosa de sexo                             | Big Messy Gangbang                                               |
| 2018 | Premios AVN           | Nominada  | Premio fan: Artista femenina favorita                        | —                                                                |
| 2018 | Premios AVN           | Nominada  | Premio fan: Estrella mediática                               | —                                                                |
| 2018 | Premios XRCO          | Nominada  | Artista femenina del año                                     | —                                                                |
| 2018 | Premios XRCO          | Nominada  | Orgasmic Oralist                                             | —                                                                |
| 2018 | Premios XRCO          | Nominada  | Superslut                                                    | —                                                                |
| 2018 | Premios XBIZ          | Nominada  | Artista femenina del año                                     | —                                                                |
| 2018 | Premios XBIZ          | Nominada  | Mejor escena de sexo en película parodia                     | Bad Babes Inc.                                                   |
| 2018 | Premios XBIZ          | Nominada  | Mejor escena de sexo en película vignette                    | Crossing Borders                                                 |
| 2019 | Premios AVN           | Nominada  | Artista femenina del año                                     | —                                                                |
| 2019 | Premios AVN           | Nominada  | Mejor actriz                                                 | Star Wars: The Last Temptation                                   |
| 2019 | Premios AVN           | Nominada  | Mejor escena de doble penetración                            | DP Masters 6                                                     |
| 2019 | Premios AVN           | Nominada  | Mejor escena de sexo anal                                    | Anal Nymphos Anal Legends 2                                      |
| 2019 | Premios AVN           | Nominada  | Mejor escena escandalosa de sexo                             | Summer Sluts 2                                                   |
| 2019 | Premios AVN           | Nominada  | Mejor escena de sexo en producción extranjera                | Star Wars: The Last Temptation                                   |
| 2019 | Premios AVN           | Nominada  | Mejor escena de sexo en grupo                                | Fuck Club                                                        |
| 2019 | Premios AVN           | Nominada  | Mejor escena de sexo lésbico grupal en producción extranjera | Star Wars: The Last Temptation                                   |
| 2019 | Premios AVN           | Nominada  | Mejor escena de trío M-H-M                                   | After Dark                                                       |
| 2019 | Premios AVN           | Nominada  | Mejor escena de sexo en realidad virtual                     | Grangerous Liaisons                                              |
| 2019 | Premios AVN           | Nominada  | Premio fan: Artista femenina favorita                        | —                                                                |
| 2019 | Premios XBIZ          | Nominada  | Artista femenina del año                                     | —                                                                |
| 2019 | Premios XBIZ          | Nominada  | Mejor actriz protagonista                                    | Star Wars: The Last Temptation                                   |
| 2019 | Premios XBIZ          | Nominada  | Mejor escena de sexo en película protagonista                | Star Wars: The Last Temptation                                   |
| 2019 | Premios XBIZ          | Ganadora  | Mejor escena de sexo en película vignette                    | After Dark                                                       |
| 2019 | Premios XBIZ          | Nominada  | Mejor escena de sexo en realidad virtual                     | Wet Adventures                                                   |
| 2020 | Premios AVN           | Nominada  | Artista femenina del año                                     | —                                                                |
| 2020 | Premios AVN           | Nominada  | Mejor actuación solo / tease                                 | Center of Attention                                              |
| 2020 | Premios AVN           | Nominada  | Mejor escena de doble penetración                            | Double Dose                                                      |
| 2020 | Premios AVN           | Ganadora  | Mejor escena de sexo oral                                    | Swallowed 29                                                     |
| 2020 | Premios AVN           | Nominada  | Mejor escena de sexo lésbico grupal en producción extranjera | Dangerous Women                                                  |
| 2020 | Premios XBIZ          | Nominada  | Artista femenina del año                                     | —                                                                |
| 2020 | Premios XBIZ          | Nominada  | Mejor actriz en película de temática erótica                 | A Cold Night in December                                         |
| 2020 | Premios XBIZ          | Nominada  | Mejor escena de sexo en película gonzo                       | Adriana Chechik: The Ultimate Slut 2                             |
| 2020 | Premios XBIZ          | Nominada  | Mejor escena de sexo en película de temática erótica         | A Cold Night in December                                         |
| 2020 | Premios XBIZ Europa   | Nominada  | Mejor escena de sexo glamcore                                | One Night in Paris                                               |
| 2020 | Premios XBIZ Europa   | Nominada  | Mejor escena de sexo lésbico                                 | One Night in Paris                                               |
| 2021 | Premios AVN           | Nominada  | Artista femenina del año                                     | —                                                                |
| 2021 | Premios AVN           | Nominada  | Mejor actriz de reparto                                      | Muse                                                             |
| 2021 | Premios AVN           | Ganadora  | Mejor escena de gangbang                                     | Adriana Chechik’s Extreme Gangbang                               |
| 2021 | Premios AVN           | Nominada  | Mejor escena escandalosa de sexo                             | Muse                                                             |
| 2021 | Premios AVN           | Nominada  | Mejor escena de sexo anal                                    | Anal Destruction 8                                               |
| 2021 | Premios AVN           | Nominada  | Mejor escena de sexo en grupo                                | Muse                                                             |
| 2021 | Premios AVN           | Nominada  | Mejor escena de sexo en grupo                                | Stars                                                            |
| 2021 | Premios AVN           | Nominada  | Mejor escena de sexo lésbico en grupo                        | Squirt on Me                                                     |
| 2021 | Premios AVN           | Nominada  | Mejor escena de sexo en realidad virtual                     | The Longest Ride With Adriana Chechik                            |
| 2021 | Premios AVN           | Ganadora  | Mejor escena de sexo transexual en grupo                     | Transfixed 6                                                     |
| 2021 | Premios AVN           | Nominada  | Mejor escena de trío M-H-M                                   | Between Besties                                                  |
| 2021 | Premios XBIZ          | Nominada  | Artista femenina del año                                     | —                                                                |
| 2021 | Premios XBIZ          | Nominada  | Mejor actuación de reparto                                   | Muse                                                             |
| 2021 | Premios XBIZ          | Ganadora  | Mejor escena de sexo en película protagonista                | Muse                                                             |
| 2021 | Premios XBIZ          | Nominada  | Mejor escena de sexo transexual                              | Transfixed 6                                                     |
| 2022 | Premios AVN           | Nominada  | Mejor escena de doble penetración                            | DP Masters 7                                                     |
| 2022 | Premios AVN           | Nominada  | Mejor escena de sexo anal                                    | Adriana Chechik Lets a Big Dick Stretch and Stuff Her Oily Holes |
| 2022 | Premios XBIZ          | Nominada  | Mejor escena de sexo en película gonzo                       | DP Masters 7                                                     |
| 2023 | Premios AVN           | Nominada  | Mejor escena de gangbang                                     | Fill Her Up                                                      |
| 2023 | Premios XBIZ          | Nominada  | Mejor escena de sexo en película gonzo                       | Anal Superstars                                                  |
| 2023 | Premios XBIZ          | Nominada  | Mejor escena de sexo en película lésbica                     | Women Loving Women 2                                             |
| 2023 | Premios XBIZ          | Nominada  | Mejor escena de sexo transexual                              | Porn Crush 2                                                     |